# La Manga del Mar Menor

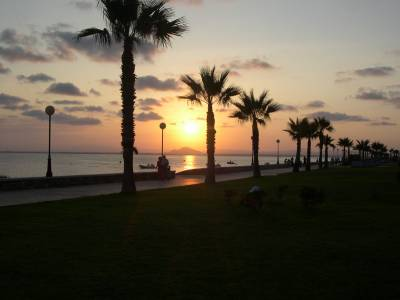
La Manga del Mar Menor.

La Manga del Mar Menor (part en Cartagena i part en San Javier), Regió de Múrcia, (Espanya) és una llengua de terra de 24 km d'extensió, que se va anar estructurant des de Cap de Pals cap al nord. La seua formació va ser deguda a la sedimentació d'arena que aportaven els corrents dominants en la zona. A l'oest d'esta llengua de terra queda el Mar Menor, que és com un gran llac d'aigua salada, amb una xicoteta obertura. A l'est es troba el Mar Mediterrani. Ambdós mars estan comunicats per uns canals, denominats "goles", per mitjà dels quals l'aigua discorre entre ambdós.
En el segle xvi, la qual cosa hui es coneix com a Mar Menor era una badia oberta, i La Mànega era un llarg rivet de xicotetes illes, molt juntes les unes de les altres. Amb el temps se va anar acumulant entre les illes la sedimentació de terres fins a donar lloc a La Mànega del Mar Menor.

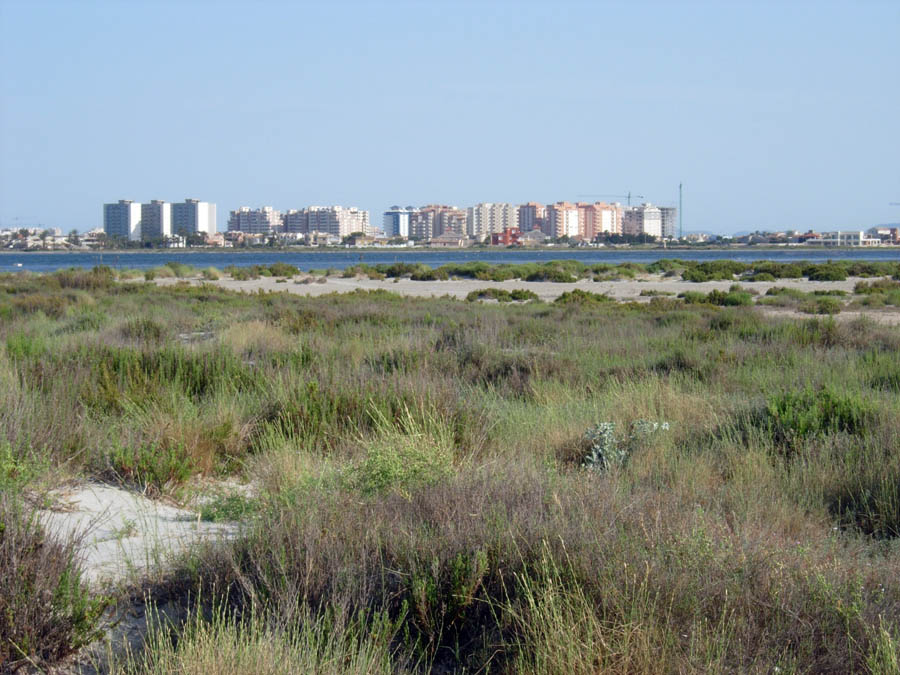
Vista des del parc regional.

Esta zona de terres de sedimentació estava formada per dunes i vegetació de matolls que van arribar sense cap canvi fins als anys 60, dècada en la qual el paratge va ser descobert per al turisme i les grans construccions van començar gradualment a poblar el paisatge.
Hui en dia la localitat viu bàsicament del turisme que nodrix les seues platges durant totes les èpoques de l'any gràcies a la seua càlida climatologia, i forma part de l'estació Nàutica Mar Menor, la qual cosa assegura al visitant l'oferta d'activitats i esports nàutics, destacant els de vetla per les excel·lents condicions per a la seua pràctica que reunix el Mar Menor.
Administrativament es dividix entre les localitats de Cartagena i San Javier, encara que ha sol·licitat la seua segregació com a municipi independent.
S'accedeix des de Cap de Palos per una carretera que finalitza en el Parc regional de Las Salinas y Arenales de San Pedro del Pinatar, pertanyent al municipi de San Pedro del Pinatar.